# Austrogramme
Austrogramme, rod papratnjača iz porodice bujadovki (Pteridaceae) rasprostranjen na Novoj Kaledoniji (3 vrste) i ostale na Molučkim otocima, Novoj Gvineji, Vanuatu. Točan taksonomski položaj unutar klade još nije siguran... 

## Vrste
1. Austrogramme asplenioides (Holttum) Hennipman
2. Austrogramme boerlageana (Alderw.) Hennipman
3. Austrogramme decipiens (Mett.) Hennipman
4. Austrogramme francii (Rosenst.) Hennipman
5. Austrogramme luzonica (Alderw.) M.Kato
6. Austrogramme marginata (Mett.) E.Fourn.

Sinonimi:
- Aspleniopsis Mett. ex Kuhn